# Studio ND
Le Studio ND est une troupe de théâtre créée par Jindřich Honzl en mai 1945  à l'origine sous le nom de Groupe de Jeunesse (Soubor mladých), et incorporée au Théâtre national de Prague en juillet 1945.

## Histoire
Le Groupe de Jeunesse est créé en mai 1945 par Jindřich Honzl, principalement à partir de membres des anciens Divadélko pro 99 (cs) et Divadélko ve Smetanově muzeu (cs), actifs à Prague pendant l'occupation. Il commence ses activités dans la salle de la Maison Vančur, rue Klimentská. Après que Honzl devient directeur du Théâtre national et membre de l'administration artistique du Théâtre national en juin 1945, le Groupe de Jeunesse est rattaché au Théâtre national par décret ministériel du 27 juillet 1945 en tant que Studio ND et se voit alors attribuer l'utilisation du bâtiment du Velká opereta (cs) de Dlouhá třída (plus tard le Divadlo Jiřího Wolkera), où il commence ses activités après la reconstruction de la salle en décembre 1945. Cependant, en 1946, la salle de Dlouhá třída est affectée à d'autres activités, de sorte que le Studio se voit attribuer un espace dans le Théâtre des États les jours où l'opéra n'y est pas joué. Cependant, au début de 1947, le Théâtre national refuse de libérer le Théâtre des États pour le Studio ND pour des raisons opérationnelles, et donc à partir de septembre 1947, le Studio se produit au Mozarteum, rue Jungmannova.
Le studio cesse ses activités en 1948 lorsque Jindřich Honzl le dissout après être devenu le directeur du Théâtre national. Miloš Kopecký (cs), Miloš Nesvadba, Luba Skořepová, Marie Motlová, Vladimír Hrubý et Karel Pech incorporent avec lui le Théâtre national. Les autres acteurs sont alors obligés de chercher d'autres engagements et protestent contre la dissolution du Studio, proposant que Jiří Jahn (alors directeur artistique du Théâtre des États) le dirige après J. Honzl. La proposition n'est pas approuvé et le Studio est alors dissous,.

## Objectifs
Dans la brochure du programme du ND Studio, Honzl indique qu'il est un type de transition entre un théâtre générationnel et une école d'art. Les statuts du Studio stipulent que le Studio doit contribuer à la formation des acteurs et des metteurs en scène, former les artistes de la danse et de la musique et les scénographes en relation avec la scène et le théâtre, offrir aux poètes dramatiques la possibilité de participer activement à la création scénique et également devenir un moyen d'éducation théâtrale complète pour le public. Honzl s'inspire des studios MCHAT. 

## Membres
A sa création, le Studio compte 16 membres et d'autres artistes sont régulièrement invités. Le noyau de base est composé d'Alexandra Myšková, Milada Wildová, Lída Myšáková (danseuse), Josef Pehr (qui est également membre de la troupe dramatique du Théâtre national), Stanislav Vyskočil, les frères Jiří et Miloš Nesvadbové, Luba Skořepová et Zdena Vovsová. Parmi les Les artistes invités : la danseuse Růžena Gottliebová, l'acteur Vladimír Hrubý, entre autres. Les réalisateurs sont Miloš Nedbal, Jaroslav Průcha et Antonín Dvořák (scénographe). Parmi les membres du Studio, Stanislav Vyskočil (qui l'a quitté en 1946), Jiří Nesvadba et Josef Pehr ont participé à la réalisation. Miloš Nesvadba préparait souvent le côté artistique . Parmi les acteurs, Miloš Kopecký , Luba Skořepová et Miloš Nesvadba se sont distingués et ont obtenus des récompensés.